# Municipio de St. Clair (condado de Columbiana)
El municipio de St. Clair (en inglés: St. Clair Township) es un municipio ubicado en el condado de Columbiana en el estado estadounidense de Ohio. En el año 2010 tenía una población de 7957 habitantes y una densidad poblacional de 103,78 personas por km².

## Geografía
El municipio de St. Clair se encuentra ubicado en las coordenadas 40°42′1″N 80°34′7″O / 40.70028, -80.56861. Según la Oficina del Censo de los Estados Unidos, el municipio tiene una superficie total de 76.67 km², de la cual 76.3 km² corresponden a tierra firme y (0.49%) 0.38 km² es agua.

## Demografía
Según el censo de 2010, había 7957 personas residiendo en el municipio de St. Clair. La densidad de población era de 103,78 hab./km². De los 7957 habitantes, el municipio de St. Clair estaba compuesto por el 97.13% blancos, el 0.85% eran afroamericanos, el 0.26% eran amerindios, el 0.53% eran asiáticos, el 0.09% eran isleños del Pacífico, el 0.08% eran de otras razas y el 1.06% pertenecían a dos o más razas. Del total de la población el 0.53% eran hispanos o latinos de cualquier raza.